# South Carrollton, Kentucky
South Carrollton är en ort i Muhlenberg County i delstaten Kentucky, USA.